# Jack and Jill vs. the World
Jack e Jill (Jack and Jill vs. the World) è un film del 2007 diretto da Vanessa Parise.
La pellicola ha per protagonisti Freddie Prinze Jr. e Taryn Manning.

## Trama
Jack è un affascinante trentenne newyorkese, single, benestante e con un'ottima posizione nell'industria pubblicitaria. La sua è una vita di successo, basata su una solida e precisa routine, ma estremamente noiosa. Fino a quando, per caso, incontra Jill, da poco arrivata in città e in cerca di un posto in cui stare. Jack decide di aiutarla ospitandola a casa sua ed i due, giorno dopo giorno, finiscono per legarsi sempre di più l'uno all'altra. Insieme stilano un decalogo di regole, un manifesto da seguire, la cui prima ed essenziale voce è: "Sii onesto". Il loro rapporto sembra però essere messo in crisi dall'abitudine di Jill di sparire per lungo tempo senza dare spiegazioni: quando Jack la forza a confessare, lei rivela che i suoi allontanamenti sono dovuti alle cure a cui si deve sottoporre per la fibrosi cistica, una malattia degenerativa. Jack, in collera, accusa Jill di non aver mantenuto fede alla prima regola su cui si basava il loro rapporto, e la lascia. Tuttavia, dopo aver parlato con suo padre Norman, Jack ritorna sui suoi passi. Contatta quindi Lucy, una stravagante amica di Jill, e la convince ad aiutarlo a riconquistare Jill.